# Équipe du Chili de rugby à sept
L'équipe du Chili de rugby à sept est l'équipe qui représente le Chili dans les principales compétitions internationales de rugby à sept au sein des World Rugby Sevens Series.

## Histoire
Les Chiliens se qualifient pour les étapes de Las Vegas, de Vancouver et de Hong Kong des World Rugby Sevens Series 2016-2017 à l'occasion d'un tournoi qualificatif en janvier 2017 opposant en majorité des nations américaines.
En 2019, le Chili remporte pour la première fois le championnat d'Amérique du Sud et lors du tournoi de Las Vegas, ils parviennent à faire match nul face au champion en titre, l'Afrique du Sud (5-5),.

## Palmarès
- Championnat d'Amérique du Sud de rugby à sept :
  - Vainqueur : 2019, 2022.
- Jeux bolivariens :
  - Médaille d'or : 2013, 2017 (es), 2022.
- Jeux sud-américains :
  - Médaille d'or : 2018.
  - Médaille de bronze : 2014.